# Saraycık, Gümüşhacıköy
Saraycık là một xã thuộc huyện Gümüşhacıköy, tỉnh Amasya, Thổ Nhĩ Kỳ. Dân số thời điểm năm 2010 là 294 người.